# Стипуляція
Стипуляція — в римському праві — формальний, абстрактний, усний контракт, який встановлює зобов'язання. Стипуляції передувала спонсія (лат. — урочиста обіцянка, зобов'язання, порука), яка укладалася в присутності свідків і обох сторін у формі запитання майбутнього кредитора до майбутнього боржника, на яке останній мав відповісти ствердно.